# INTERVIEW (아이비의 음반)
《INTERVIEW》는 아이비의 첫 번째 미니앨범이다. 2009년 정규 3집 I Be.. 이후 전 소속사와의 법정공방이 해결된 뒤 약 3년만에 내놓은 복귀작이기도 하다. 지금까지와는 달리 댄스 장르곡이 아닌 발라드 장르의 곡을 타이틀곡으로 내세웠으며, 대표곡은 〈찢긴 가슴〉이다. 수록곡 중 〈꽃〉은 아이비가 직접 작사・작곡에 참여했다.

## 수록곡
| 곡 목록/정보                                                                   | 시간  |
| ------------------------------------------------------------------------------ | ----- |
| - 〈찢긴 가슴〉 (작사・작곡・편곡: 슈퍼 창따이)                                | 03:21 |
| - 〈Firefly〉 (작사: 박은우 / 작곡: 박은우, 이기, 이현승 / 편곡: 이기, 이현승) | 03:17 |
| - 〈꽃〉 (작사・작곡: 아이비 / 편곡: 돈 스파이크)                              | 04:27 |
| - 〈영화처럼〉 (작사: Mr.Cho, 아이비 / 작곡: Mr.Cho, 박은우 / 편곡: Mr.Cho)    | 04:12 |
| - 〈Someday〉 (작사・작곡・편곡: 서용배, 이기)                                 | 03:11 |